# Haus Buermeyer
Das Haus Buermeyer befindet sich in Bremen, Stadtteil Vegesack, Ortsteil Vegesack, Weserstraße 78. Das Gebäude entstand 1928 nach Plänen von Heinrich Wilhelm Behrens und Friedrich Neumark. Es steht seit 2012 unter Bremer Denkmalschutz.

## Geschichte
Die repräsentative, zweigeschossige; etwas konservative gestaltete Villa mit Walmdach wurde 1927/28 in der Epoche der Zwischenkriegszeit für den Kaufmann Carl Buermeyer auf dem hohen Weserufer gebaut. Gartenarchitekt war Christian Roselius.
Buermeyer hatte 1896 gemeinsam mit Wilhelm Hockemeyer die 1848 gegründete Vegesacker Firma Gebrüder Thiele (später thiele und fendel-Gruppe) übernommen. Daraus wurde ein international tätiges Unternehmen. Die Villa besaß seit um 1960 der Kaufmann K. Meyer.
Das Landesamt für Denkmalpflege Bremen befand: „Das weitgehend im Original überlieferte Wohnhaus ist ein qualitätsvolles Beispiel des nicht nur in Bremen, sondern in Norddeutschland von 1910 bis 1930 weit verbreiteten Typus einer kubisch geschlossenen, verklinkerten Walmdachvilla mit meist symmetrischer Hauptfassade ... in Bremen eine herausragende Position als eines der besten, elegantesten und originellsten Beispiele dieser Richtung ein.“ 
Zwischen der Villa und der Weser befindet sich der Stadtgarten Vegesack mit der Weserpromenade.